# James Vincent Cleary

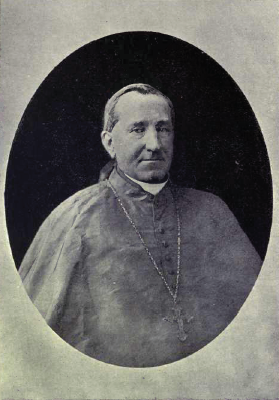
Erzbischof James Vincent Cleary

James Vincent Cleary (* 18. September 1828 in Dungarvan, Irland; † 24. Februar 1898 in Kingston, Kanada) war ein irischer Geistlicher und römisch-katholischer Erzbischof von Kingston.

## Leben
James Vincent Cleary empfing am 20. September 1851 durch den Bischof von Waterford und Lismore, Nicholas Foran, das Sakrament der Priesterweihe.
Am 1. Oktober 1880 wurde er zum Bischof von Kingston ernannt. Die Bischofsweihe spendete ihm am 21. November desselben Jahres in Rom der Präfekt der Kongregation De Propaganda Fide, Kardinal Giovanni Simeoni; Mitkonsekratoren waren der Erzbischof von Cashel-Emly, Thomas Wiliam Croke, und der Bischof von Limerick, George Butler. Die Amtseinführung erfolgte am 7. April 1881.
Mit der Erhebung des Bistums Kingston zum Erzbistum am 28. Dezember 1889 wurde James Vincent Cleary zum Erzbischof erhoben. Er bekleidete das Amt bis zu seinem Tod am 24. Februar 1898 und wurde in der Kathedrale der Unbefleckten Empfängnis beigesetzt.